# Turea, Dubno
Turea (în ucraineană Тур'я) este un sat în comuna Bereh din raionul Dubno, regiunea Rivne, Ucraina.

## Demografie
Componența lingvistică a localității Turea
     Ucraineană (100%)
Conform recensământului din 2001, toată populația localității Turea era vorbitoare de ucraineană (100%).